# 1985년 제네바 정상회담
1985년 제네바 정상회담은 스위스 제네바에서 열린 냉전 시대의 회의였다. 이 회의는 1985년 11월 19일~21일 사이에 미국의 로널드 레이건 대통령과 소련의 미하일 고르바초프 서기장 사이에서 개최되었다. 두 정상은 국제 외교 관계와 군비 경쟁에 대한 회담을 위해 처음 만났다.

## 정상회담까지의 과정
1985년 3월 고르바초프가 서기장이 된 후, 레이건과 고르바초프 간의 정상회담 가능성에 대한 첫 언급이 나온 지 불과 두 달밖에 지나지 않았다. 1985년 5월 비엔나에서 조지 프랫 슐츠 국무장관을 만나는 동안, 소련 외무장관 안드레이 그로미코는 슐츠에게 은밀히 접근하여 두 정상의 만남을 위한 계획 절차를 시작해 줄 것을 요청했다. 이후 몇 달간의 논의를 통해 협상 가능한 주제들이 확정되었다. 장소에 관해서는 레이건이 고르바초프에게 워싱턴 D.C.를 정상회담 장소로 선택해 달라고 요청했으며, 1974년에 두 명의 이전 미국 대통령(닉슨과 포드)이 모두 소련을 방문했으므로 이제는 소련이 미국으로 올 차례라고 주장했다. 고르바초프는 대신 중립적인 장소를 선호했고, 1985년 6월경 제네바 시가 합의되었다.
정상회담을 준비하면서 레이건의 고문인 버드 맥팔레인과 잭 매틀록은 레이건이 소련을 이해하는 데 약점이 있다고 지적했는데, 레이건이 "여전히 소련 현실에 대한 미묘한 이해보다는 일반론, 심지어 슬로건에 기반하여 많은 판단을 내리는 경향이 있었다"는 것이다.:132 1985년 6월부터 그를 위해 일련의 문서들이 작성되었는데, 이는 "레이건에게 소련과 그 국민에 대한 균형 잡힌 그림을 제공하기 위함"이었다.:132-133
1985년 7월, 백악관 정상회담 선발팀은 레이건 부부가 머물 수 있는 제네바 내 두 개의 가능한 거주지를 확인했지만, 낸시 레이건은 첫 번째 선택을 거부했다. 점성가 조안 퀴글리와 상의한 후, 낸시 레이건은 아이젠하워 대통령이 1955년 1955년 제네바 정상회담에 머무는 동안 사용했던 것과 동일한 거주지인 메종 드 소쉬르를 주장했다.:357

## 회의 일정
레이건은 자신과 고르바초프가 회의에서 서로에 대해 내릴 개인적인 평가가 정상회담의 결과에 결정적일 것이라고 확신했다. 레이건은 케네디 대통령과 니키타 흐루쇼프 간의 1961년 빈 정상회담이 두 정상 간의 화학적 반응 부족으로 실패했다고 이해했으며, 흐루쇼프가 "케네디를 짓밟았고 케네디는 그것을 알았다"고 언급했다. 보다 친밀한 환경을 조성하기 위해 제네바 정상회담은 첫 이틀 동안 레이건과 고르바초프만 참석하는 일련의 비공개 회의(통역사 포함)와 주요 고문들이 동반하는 일련의 전체 회의가 번갈아 열리도록 구성되었다. 세 번째 날에는 결론 공동 기자회견과 서명식이 예정되었다. 각 날의 행사는 제네바와 그 주변의 다른 장소에서 진행되었다.
| 11월 19일 플뢰르 도 | 11월 20일 소련 대사관 | 11월 21일 CICG           |
| --- | --- | ------------------------ |
| - 첫 번째 비공개 회의, 60분 - 첫 번째 전체 회의, 48분 - 두 번째 전체 회의, 70분 - 두 번째 비공개 회의, 65분 - 고르바초프 부부가 소련 대사관에서 주최한 만찬, 150분 | - 세 번째 비공개 회의, 70분 - 세 번째 전체 회의, 70분 - 네 번째 전체 회의, 45분 - 라 강돌에서 열린 외교 리셉션, 40분 - 레이건 부부가 메종 드 소쉬르에서 주최한 만찬, 150분 | - 공동 기자회견 - 서명식 |

에어 포스 원을 타고 오전 8시 35분에 앤드루스 공군 기지를 출발하여—점성가 퀴글리가 제안한 정확한 시간—레이건 대통령은 1985년 11월 16일 저녁에 정상회담에 앞서 제네바에 도착했다.:367 다음 날, 레이건과 그의 수행단은 첫날 회의가 열릴 베르수아의 빌라인 플뢰르 도 부지를 둘러보았다.:12–14 11월 18일, 레이건은 스위스 대통령 쿠르트 푸르글러에 의해 르 르포수아에서 공식 영접을 받았다.:16–17

## 첫째 날

### 첫 번째 비공개 회의

레이건이 고르바초프와의 첫 만남을 위해 플뢰르 도 밖으로 코트 없이 나오자, 평론가들은 이를 레이건의 활력의 신호로 해석했다.

1985년 11월 19일, 레이건과 고르바초프는 플뢰르 도에서 처음 만났다. 소련 차량이 플뢰르 도 동쪽 정면 진입로에 고르바초프를 내려주자, 레이건은 코트 없이 빌라에서 나와 그를 맞이했다. 평론가들은 나중에 고르바초프가 오버코트를 입고 있는 옆에 파란색 양복을 입은 레이건의 모습을 대조하며, 이는 레이건의 활력을 보여주는 신호로 보였다. 레이건은 원래 오버코트와 스카프를 착용하고 있었지만, 그의 개인 보좌관인 짐 쿤의 권유로 외관상 벗었다.
고르바초프는 나중에 다음과 같이 말했다: "우리는 제네바 회의를 현실적으로 보았고, 큰 기대는 하지 않았지만, 미래에 진지한 대화를 위한 토대를 마련할 수 있기를 바랐다." 레이건의 목표는 미국이 무엇보다 평화를 원한다는 것을 고르바초프에게 납득시키는 것이었다. 레이건은 정상회담에 대한 자신의 희망을 "평화를 위한 임무"라고 묘사했다. 레이건이 고르바초프에게 처음 한 말은 "미국과 소련은 지구상에서 가장 위대한 두 나라이자 초강대국입니다. 이들은 제3차 세계대전을 시작할 수 있는 유일한 나라이지만, 동시에 세계에 평화를 가져올 수 있는 유일한 두 나라이기도 합니다"였다.:651 그는 이어서 두 지도자가 각자의 나라에서 비슷한 "시골 마을"에서 태어났으며 그들이 맡은 막중한 책임에 대한 개인적인 유사성을 강조했다.:650–651
첫 비공개 회의에서 고르바초프는 레이건에게 소련 과학 아카데미 산하 지구 연구소에서 받은 정보에 대해 말했다. 그 과학자들은 1988년까지 캘리포니아와 네바다 지역에서 대규모 지진이 발생할 것이라고 확신했다는 것이다. 이 예측은 전 세계 지진 활동 패턴에 대한 컴퓨터 분석에 기반한 것이었다. 레이건은 그러한 지진이 예정보다 지연되고 있다고 인식하고 있음을 인정했다.:655
국무장관 조지 프랫 슐츠에 따르면, 레이건과 고르바초프의 첫 비공개 회의는 예정된 시간을 "30분 이상" 초과했다. 백악관 비서실장 돈 리건의 개입 요청을 받은 레이건의 개인 보좌관 짐 쿤은 슐츠에게 회의를 중단해야 하는지 물었다. 슐츠는 "그렇게 생각한다면 이 직업을 가져서는 안 된다"고 답했다.:371 쿤에 대한 멜로드라마틱한 질책에도 불구하고, 레이건과 고르바초프가 예정된 시간을 초과한 실제 이유는 슐츠가 상상했던 것보다 더 평범했을 가능성이 높다.:371 그들의 전체 회의에서는 동시통역이 이루어졌지만, 두 지도자의 비공개 회의는 모두 순차통역으로 진행되었는데, 이는 본질적으로 의사소통에 소요되는 시간을 두 배로 늘리는 통역 방식이었으며,:363 회의의 초기 15분 할당 시간을 비현실적으로 만들었다.:371

### 두 번째 비공개 회의

플뢰르 도의 풀 하우스에서 레이건과 고르바초프는 외계인 침공이라는 가상의 주제를 통해 두 나라 간의 공통된 유대감을 유발하는 것에 대해 이야기했다.

레이건과 고르바초프의 두 번째 비공개 회의는 플뢰르 도의 풀 하우스에서 열렸으며, 벽난로가 앉아 있는 레이건과 고르바초프의 배경이 되었다.:671 이로 인해 제네바 정상회담을 "벽난로 정상회담"이라고 부르는 사람들도 있었다.
정상회담 직후 메릴랜드 고등학생들과의 대화에서 레이건은 고르바초프와의 두 번째 비공개 회의에서 외계인 침공에 대한 주제를 논의했다고 밝혔다. 그는 "다른 행성에서 온 외계 종족이 이 세계를 위협한다면, 그의 임무와 나의 임무가 얼마나 쉬워질지 생각해 보지 않을 수 없었습니다"라고 말했다. 레이건은 고르바초프에게 한 자신의 발언이 단결감을 더욱 증진시키기 위한 것이었다고 설명하며, "우리는 우리 두 나라 사이에 있는 모든 사소한 지역적 차이를 잊고, 우리가 정말로 이 지구에서 함께하는 모든 인류임을 한 번에 깨달을 것입니다"라고 덧붙였다. 그리고는 "어떤 외계 종족이 내려와 우리를 위협하기를 기다릴 수는 없겠지만, 저는 우리 둘이 함께 그러한 깨달음을 이룰 수 있다고 생각합니다"라고 말했다. 2009년 인터뷰에서 고르바초프는 두 번째 비공개 회의에서 레이건이 우주 외계인이 미국을 침공할 경우 소련이 도울 것인지 물었고, 고르바초프는 그렇다고 답했으며, 레이건은 "우리도 그럴 것"이라고 말했다고 확인했다.
레이건은 또한 고르바초프에게 두 번째 비공개 회의에서 9개의 개별 군비 통제 협정이 담긴 두 페이지를 제시했는데, 고르바초프는 이를 "선택 아니면 포기" 제안의 일괄 거래로 받아들였다. 고르바초프는 그 내용들이 표면적으로는 받아들일 수 없다고 밝혔다. 풀 하우스로 가는 길은 레이건의 영화에 대한 이야기로 보냈지만,:671 풀 하우스에서 돌아오는 길에는 레이건과 고르바초프가 향후 정상회담에서 계속 만나기로 합의했다.:677

## 둘째 날

### 전략방위구상
1985년 11월 20일, 레이건과 고르바초프는 둘째 날 회의를 시작했는데, 이번에는 제네바 주재 소련 대사관에서였다. 거기서 열린 세 번째 전체 회의의 주요 초점은 전략방위구상(SDI)이었다. 고르바초프는 SDI가 우주 군비 증강의 새로운 단계를 나타낸다고 주장했고, 레이건은 SDI가 ICBM에 대한 단지 "방패"일 뿐이라고 주장했다.:700–701 레이건은 고르바초프가 위협으로 본 곳에서 "우리는 기회를 보았다"고 답했으며,:704 양측은 먼저 공격 무기를 50% 줄이려 노력해야 한다고 덧붙였다. 왜냐하면 미국은 궁극적으로 "공격적 잠재력이 있을 수 있다는 두려움 때문에 방어 수단을 개발할 기회를 놓치지 않을 것"이기 때문이었다.:705

### 인권
레이건 행정부 관계자들은 정상회담에서 인권 문제에 대한 집중이 불충분하다고 비공식적으로 한탄했다고 한다. 레이건은 정상회담 전 인터뷰에서 이 문제를 고르바초프와 비공개적으로 다룰 것이라고 강조했는데, 이는 "조용한 외교"를 통해 다루는 것이 최선이라고 판단했기 때문이었다.
소련 대사관에서 열린 레이건과 고르바초프의 세 번째 비공개 회의 대부분은 인권 문제에 할애되었다.:689 레이건은 "소련 유대인들이 이스라엘로 이민 가고 싶어 하는 바람"에 초점을 맞추었는데, 이는 "미국 내에 의회에 영향을 미치는 거대한 유대인 공동체"가 있었기 때문이었다. 레이건은 "우리는 [이민에 대해] 이루어진 일에 대해 감사를 표할 것"이라고 강조하며, "이것이 미국의 노력의 결과로 이루어졌다는 암시는 없을 것"이라고 재차 말했다. 레이건은 이러한 방식으로 이민 문제를 처리하는 것이 "대통령이 무역과 같이 두 나라가 함께 할 수 있는 일들을 더 쉽게 할 수 있도록 할 것이며, 이를 위해 대통령은 의회의 지지가 필요하다"고 진술했다.:690 고르바초프는 인권 문제가 "반소련적인 다양한 정치 단체 대표들뿐만 아니라 대통령을 포함한 미국 행정부 관리들에 의해서도 정치적 목적으로 사용되고 있다"는 자신의 믿음을 언급하며 반박했다.:691 고르바초프는 "유대인들의 운명이 소련 정부의 관심사였다"고 말하며, "파시스트들이 유대인들에게 행한 일 후에 소련은 그들에게 특별한 관심을 주기 위해 모든 것을 다 했으며, 그렇게 한 것을 후회하지 않는다"고 덧붙였다.:692
고르바초프는 미국에서 발생하고 있다고 본 개인적인 차별의 사례들을 언급했고, 이에 레이건은 "여성, 흑인 등을 고용하는 것에 대해 개인적인 편견을 가진 공장 고용주들이 있을 수 있지만, 법에 따르면 '차별은 있을 수 없다'"고 진술했다.:695

### 돈 리건의 워싱턴 포스트 인터뷰
미국 내 차별에 대한 고르바초프의 언급을 강조하려는 듯, 백악관 비서실장 돈 리건은 정상회담 전날 워싱턴 포스트와의 인터뷰에서 논란을 일으켰고, 이로 인해 정상회담 둘째 날 언론과 패트리샤 슈뢰더 및 벨라 아브주그와 같은 미국 정치인들로부터 새로운 비난을 받았다. 리건은 정상회담 기간 동안 미국과 소련 퍼스트 레이디의 상호작용에 대한 뉴스 보도가 여성들에게 특히 매력적일 것이라고 말했는데, 여성들은 정상회담의 정치적, 외교적, 군사적 복잡성을 이해하지 못할 것이기 때문이라고 했다. 그는 "그들은 탄두 투사중량이나 아프가니스탄에서 무슨 일이 일어나고 있는지, 인권에서 무슨 일이 일어나고 있는지 이해하지 못할 것입니다"라고 말하며, "일부 여성들은 이해하겠지만, 대부분의 여성들은—저를 믿으십시오, 설문조사를 한다면 대부분의 독자들은—무슨 일이 일어났는지에 대한 인간적인 이야기를 읽는 것을 더 좋아할 것입니다"라고 덧붙였다.
레이건과 고르바초프는 정상회담 둘째 날 소련 대사관에 입장하면서 리건의 발언에 대해 논평해 달라는 요청을 받았다. 레이건은 리건에 대해 "그가 전혀 그런 식으로 말한 것이라고 생각하지 않습니다. 그는 그들이 다른 것들에도 관심이 있으며, 전체적인 인간적 관점에 관심이 있다는 것을 말하려 했다고 생각합니다"라고 말했고, 고르바초프는 "미국과 소련, 그리고 전 세계의 남성과 여성 모두 자신들의 평화를 원하며 이 평화가 미래에도 안정적이고 지속되기를 확신하고 있습니다. ... 그리고 이를 위해 그들은 무기 감축에 관심이 있습니다"라고 답했다.

### 최종 코뮈니케에 대한 분쟁

1985년 11월 20일 저녁 메종 드 소쉬르에서 주요 고문들과 함께한 레이건과 고르바초프

정상회담의 최종 의식을 계획하는 것과 관련하여 레이건과 슐츠는 모두 고르바초프에게 서명식 외에 두 정상이 모인 언론과 텔레비전 카메라 앞에서 보다 시각적인 구두 성명을 발표하는 것에 동의하도록 압력을 가했다. 그들은 "이 지도자들이 단순히 참석하여 문서에 서명하는 것만으로는 실제로 발언하는 것과 같지 않을 것"이라고 주장했다.:4 고르바초프는 단순히 공동 서면 코뮈니케를 발표하는 것을 선호했는데, 그것이 "그러한 문서의 중요성을 구현할 것"이며, 지도자들이 직접 구두 성명을 발표하도록 초대하는 것은 "문서의 무게와 중요성을 떨어뜨릴 불행한 구절이 있을 수도 있기 때문에" 실수일 수 있다고 보았다.
그들의 회담 기록에 따르면 레이건은 "동의하지 않는다"고 말하며 "완전한 [구두] 성명은 무엇이 성취되었고 무엇이 성취되지 않았는지, 그리고 그들 사이의 이 회의들이 계속될 것이라는 사실에 대한 솔직하고 개방적인 문서가 될 것"이라고 말했다. 그는 자신과 서기장이 "식에 참석했기 때문에" "어떤 문서의 세부 사항에 대해 언급할 필요가 없을 것"이라고 말했다.:4-5 레이건은 "이 정상회담으로 인해 세계의 희망이 커졌으므로, 이 점에 있어서 사람들을 실망시켜서는 안 된다"고 덧붙였다. 고르바초프는 결국 양보하여 1분에서 3분 길이의 짧은 구두 성명에 동의했고, 레이건은 항상 세부 사항에 깊이 들어가지 않는 것이 자신의 생각이었다고 동의했다.:5
레이건이 서면 성명 대신 구두 성명을 추진한 것은 정상회담에서 강력한 합의가 거의 이루어지지 않았기 때문인데, 이는 멀리서 지켜보는 대중을 실망시킬 수 있다고 레이건이 생각했기 때문이었다. 이를 막기 위해 안심을 제공할 구두 성명이 필요했다. 회담 기록은 고르바초프가 서면 코뮈니케의 차가운 현실과 달리 따뜻하게 들리는 구두 성명의 겉보기에는 불성실함에 어려움을 겪는 모습을 보여주는데, 그는 궁극적으로 "장밋빛 안경이 필요 없다"고 말했다.
고르바초프는 자신을 괴롭히는 또 다른 한 가지가 있다고 지적했는데, 즉 양측이 스스로 믿지 않는 문서를 만들어 놓고 그것에 대해 짧게나마 일반적으로 언급하는 것은 그 문서의 내용을 강화하고 재확인하는 역할을 할 뿐이라는 것이었다. 레이건 대통령은 침묵하는 대신, 이 회의 결과에 큰 희망을 걸었던 사람들이 그와 고르바초프가 공동 성명과 관련된 모든 문제를 해결하지 못했음에도 불구하고 계속 만날 것이라는 이야기를 듣는 것이 더 나을 것이라고 답했다. 그는 [레이건은] 분위기와 필요성이 단순히 이 회의를 떠나 사람들이 진전이 없었다는 것에 실망하고 그토록 많은 사람들의 희망이 좌절되도록 하지 않는 것이라고 말했다.:5
 — 회담 기록, 1985년 11월 20일

## 셋째 날

### 결론 및 합의
1985년 11월 21일, 제네바 국제회의센터(CICG)에서 레이건과 고르바초프는 공동 기자회견을 열고 몇 가지 합의 사항을 발표했는데, 여기에는 1983년 9월 소련의 대한항공 007편 격추 사태 재발을 막기 위한 북태평양 항공 안전 협정 이행이 포함되었다. 이어서 서명식이 진행되었고, 키이우와 뉴욕에 영사관을 개설하는 협정이 체결되었으며, 미래 정상회담에 대한 정기적인 미국‑소련 대화를 재개하는 협정도 이루어졌다. 1979년 12월 소련의 아프가니스탄 침공 이후 중단되었던 연극 및 예술 단체 교류와 주요 미술 전시회 재개를 포함한 41개의 문화 교류 협정도 체결되었다.
정상회담을 마친 후 레이건은 고르바초프에게 콜로니얼 윌리엄스버그의 치펀데일 양식 마호가니 상자 및 만년필이 포함된 책상 세트를 선물했는데, 이는 미국‑소련 아폴로-소유스 시험 계획 우주 임무 10주년을 기념하여 "소통을 통한 평화"라는 주제를 담고 있었다. 고르바초프는 레이건에게 소련 15개 공화국을 상징하는 가죽 케이스에 담긴 청동 메달 세트를 선물했다.
레이건은 브뤼셀에 들러 동맹국들에게 정상회담 내용을 브리핑한 후, 워싱턴으로 돌아와 의회 합동 회의에서 정상회담에 대한 연설을 했다. 고르바초프는 모스크바로 돌아가는 길에 프라하에 들러 소련의 바르샤바 조약 기구 동맹국들에게 브리핑했다.:382

## 유산
정상회담은 과거의 SALT와 같은 대규모 합의는 없었지만, 당시 최저점에 달했던 관계를 재설정하는 데 도움이 되었다. 6년 동안 정상회담이 열리지 않았기 때문이다. 레이건과 고르바초프 모두 제네바에서 "무언가를 시작했다"고 느끼며 떠났는데, 레이건은 제네바 회의가 "세계의 모든 사람뿐만 아니라 아직 태어나지 않은 사람들에게도 이익이 될 해답을 찾고자 하는 양측의 의지와 열망을 표현했다"고 말했다. 고르바초프는 이에 동의하며 "이제 첫 벽돌 몇 개를 놓았으니, 새로운 시작, 새로운 단계가 시작되었다"고 말했다.:3

### 레이건의 미장센 활용
잭 매틀록에 따르면, 레이건의 코트 없는 모습이나 풀 하우스의 활활 타오르는 벽난로와 같이 대중의 의식에 가장 깊이 각인된 정상회담의 순간들은 홍보, 특히 이미지 활용이 대통령이 선호하는 메시지를 전달하는 데 얼마나 중요한 역할을 했는지 보여주었다. 레이건 백악관에서는 "그 어떤 질문도 이보다 더 많은 관심을 받지 못했다".:145 매틀록은 다음과 같이 설명했다.
제네바 정상회담을 계획했던 우리들은 문제 자체에 대해 생각한 만큼이나 프레젠테이션과 외관에 대해 많은 시간을 할애했습니다. 제네바로 가는 선발팀을 이끌었고 효과적인 캠페인 출연을 준비하는 데 오랜 경험을 가진 윌리엄 J. 헨켈은 이미지의 모든 세부 사항을 신경 썼습니다. 즉, 레이건을 가장 유리한 모습으로 보여주기 위해 언론 풀을 어디에 배치할지, 사진 배경에 무엇이 있을지, 레이건이 대화에서 주도적인 파트너로 보이도록 어떻게 배치할지 등입니다. ... 레이건이 고르바초프에게 빌라 부지 주변을 계획적으로 산책하는 동안 개인적인 대화를 위해 들르라고 초대할 때 벽난로에 불을 피우는 아이디어는 헨켈의 생각이었습니다. 소련 선발팀도 그들의 지도자의 위상에 대해 강박적으로 보호적이었습니다. ... 그러나 선거 캠페인을 운영해 본 경험이 없고 서방 언론인들과 다루는 경험이 거의 없었기 때문에, 그들은 자기 사람을 멋지게 보이도록 무대를 설정하는 데 있어 미국 counterparts에게 필적할 수 없었습니다.:145,147-148
 — 잭 매틀록, 국가안보보좌관 특별 보좌관; 체코슬로바키아 (1981-1983) 및 소련 (1987-1991) 주재 미국 대사
백악관의 정상회담 시각적 내러티브를 주도하려는 시도는 취재진들에게 항상 쉽게 받아들여진 것은 아니었다. 로스앤젤레스 타임스에 따르면, 레이건과 고르바초프의 풀 하우스에서의 두 번째 비공개 회의는 처음에는 백악관 대변인 래리 스피크스에 의해 즉흥적인 성격으로 묘사되었다. 레이건은 고르바초프와 오후 회의를 50분 일찍 끝내고 그에게 산책을 제안했다. 로스앤젤레스 타임스는 "추운 오후에 코트를 입은 채" 그들은 통역사들만 동반한 채 호수로 향했다고 보도했다. "5분간의 산책 후, 두 정상은 벽난로에 장작불이 타오르고 있는 호숫가 풀 하우스로 들어갔고, 거기서 44분 동안 대화를 계속했다." 스피크스는 기자들에게 풀 하우스로의 즉흥적인 산책이 "대통령이 회의의 어느 시점에서 두 사람이 단독으로 대화를 계속하는 것이 바람직하다고 느꼈기 때문"이라고 말했으며, 그 결과 풀 하우스에서 열린 두 번째 비공개 회의의 발생을 완전히 "예상치 못한 전개"라고 묘사했다. 스피크스는 로스앤젤레스 타임스에게 예상치 못한 회의가 어떻게 두 개의 의자와 활활 타오르는 벽난로가 포함된 채 우연히 이루어졌는지 밝히지 않았으며, 스피크스는 단순히 그 장소가 "아마도 하루 24시간 불이 타는 풀 하우스 중 하나일 것"이라고 농담조로 말했다.

## 정상회담 관련 주요 성명
| 번호 | 문서명 | UN/GA 문서 기호 | UN/SC 문서 기호 |
| ---- | --- | --------------- | --------------- |
| 1    | 이즈베스티야 신문 기자 대표들과 미국 대통령 로널드 레이건이 나눈 인터뷰, 1985년 11월 4일 (모스크바 저녁판) 및 1985년 11월 5일 (소련 전국판)에 축약본으로 게재 | 데이터 없음     | 데이터 없음     |
| 2    | 1985년 11월 14일 제네바에서 열릴 소련-미국 정상회담에 대한 미국 대통령 로널드 레이건의 대국민 연설                                                            | 데이터 없음     | 데이터 없음     |
| 3    | 1985년 11월 21일 제네바에서 발표된 미국-소련 공동 성명 | A/40/1070       | —               |
| 4    | 1985년 11월 21일 제네바에서 소련 공산당 중앙위원회 서기장 미하일 고르바초프가 개최한 기자회견                                                                 | 데이터 없음     | 데이터 없음     |
| 5    | 1985년 11월 21일 제네바에서 열린 소련-미국 정상회담 후 미국 대통령 로널드 레이건이 의회 합동 회의에서 한 연설                                                 | 데이터 없음     | 데이터 없음     |
| 6    | 1985년 11월 23일 제네바에서 열린 소련-미국 정상회담에 대한 미국 대통령 로널드 레이건의 대국민 라디오 연설                                                     | 데이터 없음     | 데이터 없음     |
| 7    | 1985년 11월 27일 소련 최고 소비에트 회의에서 소련 공산당 중앙위원회 서기장 미하일 고르바초프 대의원이 제출한 보고서                                           | A/40/987        | S/17670         |

## 같이 보기
- 미국-소련 정상회담 목록 (1943년~1991년)

## 내용주
1. 1 2  윌리엄 헨켈이 준비하여 1985년 10월 9일 데니스 토마스와 백악관 비서실장 돈 리건에게 승인을 위해 제출된 잠정 정상회담 일정에는 레이건과 고르바초프의 첫 비공개 회의에 초기 15분이 할당되어 있었다.[7]:20 실제 회의는 한 시간 동안 지속되었다.[6]:650
2. ↑  1988년, 지구 연구소의 예측을 개발한 소련 팀의 책임자인 블라디미르 케일리시-보로크는 국가 지진 예측 평가 위원회에 초대되어 고르바초프가 레이건에게 주었던 확률 예측의 수정된 버전을 발표했다. 케일리시-보로크는 그 예측의 시간 범위를 1988년 말부터 1992년 중반으로 연장하고, 지역을 중부 및 남부 캘리포니아의 더 제한적인 지역으로 축소했는데, 이 지역에는 미래의 1989년 로마프리타 지진 발생 지역과 날짜가 포함되었다.[13]
3. 1 2  풀 하우스는 다양한 미디어에서 플뢰르 도의 보트 하우스로도 불린다.[15] 고르바초프는 2009년 인터뷰에서 그곳을 "벽난로 집"이라고 불렀다.[16]
4. 1 2  정상회담의 공식 회담 기록에 따르면 레이건은 고르바초프가 주최한 만찬에서 즉흥적인 건배 중에 외계인 주제로 다시 돌아왔는데, 그는 셰바르드나제 외무장관에게 풀 하우스에서 고르바초프와 나눴던 이전 대화를 언급하며 "만약 세계 사람들이 핼리 혜성을 타고 지구로 접근하는 외계 생명체가 있다는 것을 알게 된다면, 그 지식이 전 세계 모든 사람들을 단결시킬 것"이라고 말했다.[6]:687 외계인 침공으로 인류가 단결한다는 레이건의 비전은 제네바 정상회담 2년 후, 제42차 유엔 총회 연설에서 다시 언급되었다. 레이건은 "우리는 인류 구성원들을 하나로 묶는 많은 것들을 자주 잊는다 ... 아마도 우리는 이러한 공통된 유대감을 인식하기 위해 외부의 보편적인 위협이 필요할 것이다. 나는 가끔 우리의 전 세계적 차이들이 이 세상 밖에서 오는 외계 위협에 직면한다면 얼마나 빨리 사라질까 생각한다. 하지만 여러분에게 묻겠다. 외계 세력이 이미 우리 가운데 있지 않은가? 전쟁과 전쟁의 위협보다 우리 민족의 보편적인 열망에 더 이질적인 것이 무엇이겠는가?"라고 말했다.[22] 레이건의 공상 과학 소설에 대한 관심과 그에 대한 엇갈린 반응은 나중에 작가 그레고리 벤퍼드[23]와 레이건 전기 작가 루 캐논[24]에 의해 묘사되었다.